# Inhibiteur de germination
Un inhibiteur de germination, ou anti-germe, est une substance chimique ou naturelle employée pour empêcher ou retarder, pendant le stockage, la germination des pommes de terre ou d'autres tubercules cultivés, tels la patate douce, destinés à la consommation en frais ou à l'industrie de transformation. L'objectif est d'allonger la durée de stockage au-delà de la période de dormance des tubercules tout en limitant la perte de poids et en préservant la qualité des produits, ce qui permet l'approvisionnement des marchés tout au long de l'année.
Les inhibiteurs de germination agissent par blocage des divisions cellulaires. Ils ne doivent pas être employés sur les tubercules destinés à être utilisés comme semence.

## Inhibiteurs chimiques
Les substances les plus utilisées pour traiter les pommes de terre sont le chlorprophame (CIPC) et l'hydrazide maléique. Ce dernier est un régulateur de croissance qui est appliqué sur les plantes pendant la phase de culture. En France, en 2010, plus de 20 % des surfaces en pommes de terre de consommation recevaient ce traitement qui freine le démarrage de la germination de six à huit semaines par rapport à un non traitement. Le chlorprophame permet lui de garantir une durée de stockage comprise entre 6 et 9 mois selon la vigueur germinative de la variété stockée ainsi que de la température du stockage.
Les produits finis pouvant contenir des résidus de l'inhibiteur de germination, la plupart des pays ont fixé par voie réglementaire des limites maximales de résidus (LMR) ou ont parfois proscrit certaines molécules. Ainsi, dans l'Union européenne, la LMR a été fixée pour le CIPC à 10 mg/kg pour les pommes de terre de table.

## Inhibiteurs naturels
La recherche de solutions de remplacement à l'usage du CIPC a conduit à de nombreuses études sur l'emploi du gaz éthylène qui a un pouvoir inhibiteur de la germination à faible dose, sans laisser de résidu, et à son utilisation effective, notamment au Royaume-Uni. L'effet inhibiteur de l'éthylène étant réversible, il peut être utilisé aussi sur les pommes de terre de semence. En revanche, l'éthylène induit une augmentation de la teneur des tubercules en sucres réducteurs, entraînant un effet de coloration à la friture, plus ou moins marqué selon les cultivars, préjudiciable pour les pommes de terre de transformation destinées à la production de frites surgelées ou de chips,.
L'utilisation d'huiles essentielles de plantes aromatiques comme anti-germinatifs a également été étudiée et leur efficacité a été démontrée, en particulier pour l'huile essentielle d'eucalyptus ou de menthe verte,.

## Inhibiteurs nucléaires
Dans certains pays (dont la France), les pommes de terre peuvent être soumises à un traitement stérilisant et antigerminatif par ionisation :
Ce rayonnement est obtenu à l'aide de radioisotopes, généralement du cobalt 60, et plus rarement du césium 137. C'est la technologie la plus efficace en termes de coûts, car la pénétration des rayons gamma permet le traitement " à cœur" de palettes entières, ce qui diminue considérablement la manutention. 
Une palette est typiquement exposée au rayonnement de la source radioactive pendant plusieurs minutes (selon la dose que l'on veut obtenir). Plusieurs inconvénients sont qu'il s'ensuit une production de résidus de radiolyse dont des 2-alkylcyclobutanones (d'autant plus que la dose de rayonnement délivrée était importante) ; et que la qualité et les propriétés de l'amidon changent légèrement sous l'effet de la destruction de certaines molécules d'amidon.
La radioprotection prend souvent la forme de boucliers en béton spécial et/ou d'eau ; certaines installations utilisent des boucliers mobiles, mais la plupart immergent simplement la palette à traiter dans un conteneur-cloche qui est descendu sous l'eau et maintenu un certain temps contre la source radioactive, laquelle reste tout le temps sous une certaine couche d'eau. L'eau absorbe l'énergie du rayonnement gamma avant qu'elle n'atteigne la surface.